# 1235 Schorria
1235 Schorria је Марсов тројански астероид чија средња удаљеност од Сунца износи 1,909 астрономских јединица (АЈ).
Апсолутна магнитуда астероида је 12,68 а геометријски албедо 0,067.